# Лукаши (Ленинградская область)
Лукаши́ (фин. Luukkasi) — деревня в Гатчинском муниципальном округе Ленинградской области.

## История
На карте Нотебургского лена П. Васандера, начерченной с оригинала первой трети XVII века, упоминается деревня Kivola.
На карте Ингерманландии А. И. Бергенгейма, составленной по шведским материалам 1676 года — деревня Kiwala.
На шведской «Генеральной карте провинции Ингерманландии» 1704 года она обозначена как Kivola.
Затем деревня Кивола упоминается на «Географическом чертеже Ижорской земли» Адриана Шонбека 1705 года.
На «Топографической карте окрестностей Санкт-Петербурга» Военно-топографического депо Главного штаба 1817 года она обозначена как деревня Кивола, состоящая из 9 дворов.
Смежные деревни — Лукаши из 20 дворов и Киволово из 9, упоминаются на «Топографической карте окрестностей Санкт-Петербурга» Ф. Ф. Шуберта 1831 года.

КИВАЛОВА — деревня принадлежит Самойловой, графине, число жителей по ревизии: 26 м. п., 22 ж. п. (1838 год)

Лукаши, а также соседняя деревня Киволова, упоминаются на картах Ф. Ф. Шуберта 1844 года и С. С. Куторги 1852 года.
В пояснительном тексте к этнографической карте Санкт-Петербургской губернии П. И. Кёппена 1849 года записаны две смежные деревни Luukaisi (Лукаши) и Kiwola (Кивалова), а также указано количество их жителей на 1848 год:
- Luukaisi (Лукаши), савакотов — 47 м. п., 45 ж. п., всего 92 человека
- Kiwola (Кивалова), савакотов — 25 м. п., 26 ж. п., всего 51 человек[12].

КИВОЛОВО — деревня Царскославянского удельного имения, по просёлочной дороге, число дворов — 8, число душ — 23 м. п. (1856 год)

Согласно «Топографической карте частей Санкт-Петербургской и Выборгской губерний» в 1860 году деревня Лукаши насчитывала 20 крестьянских дворов, а расположенная за рекой Киволова — 7.

ЛУКАШИ — деревня удельная при реке Ижоре, число дворов — 20, число жителей: 79 м. п., 73 ж. п.

КИВОЛОВО — деревня удельная при реке Ижоре, число дворов — 7, число жителей: 24 м. п., 29 ж. п. (1862 год)

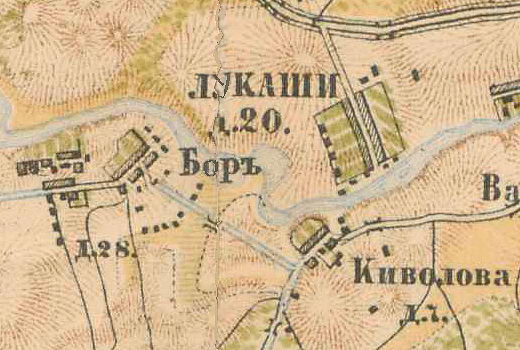
План деревень Лукаши и Киволово. 1885 год

В 1885 году, согласно карте окрестностей Петербурга, деревня Лукаши насчитывала 20 дворов, деревня Киволово — 7. Сборник же Центрального статистического комитета описывал её так:

ЛУКАШИ — деревня бывшая удельная при реке Ижоре, дворов — 32, жителей — 168; 2 лавки, водяная мельница. (1885 год).

В 1898 году в деревне открылась первая школа. Преподавала в ней «мадемуазель Телегина».
В конце XIX — начале XX века деревня административно относилось к Мозинской волости 1-го стана Царскосельского уезда Санкт-Петербургской губернии. Население деревни было исключительно финским.
К 1913 году в деревне Лукаши был 31, а в деревне Киволово — 9 дворов.
С 1917 по 1923 год деревня Лукаши входила в состав Лукашского сельсовета Мозинской волости Детскосельского уезда.
С 1923 года в составе Гатчинской волости Гатчинского уезда.
В 1926 году был организован Лукашевский финский национальный сельсовет, население которого составляли: финны — 2494, русские — 59, другие нац. меньшинства — 10 человек. Согласно данным переписи населения СССР 1926 года в деревне Лукаши Троцкой волости Троцкого уезда проживали 285 человек, 95 % из них финны.
С 1927 года в составе Гатчинского района.
В 1928 году население деревни Лукаши также составляло 285 человек.
По административным данным 1933 года в Лукашский финский национальный сельсовет Красногвардейского района входили 20 населённых пунктов: деревни Бор, Вангало-Мюля, Веккелево, Вилози, Вярлево, Горки, Киволово, Киккелево, Кобралово, Корпикюля, Лукаши, Никози, Подомяки, Ропола, Большое Руссолово, Малое Руссолово, Сабры, Большое Шаглино, Малое Шаглино, Якколово, общей численностью населения 2136 человек. Центром сельсовета была деревня Лукаши.
По данным 1936 года в состав Лукашского национального сельсовета входили 17 населённых пунктов, 610 хозяйств и 19 колхозов.

План деревни Лукаши. 1939 год

Весной 1939 года национальный сельсовет был ликвидирован.
С 1939 года в составе Антропшинского сельсовета Слуцкого района. Согласно топографической карте 1939 года деревня насчитывала 58 дворов.
Деревня была освобождена от немецко-фашистских оккупантов 25 января 1944 года.
C 1 августа 1941 года по 31 декабря 1943 года деревня находилась в оккупации.
С 1954 года в составе Покровского сельсовета.
С 1959 года в составе Антелевского сельсовета.
В 1965 году население деревни Лукаши составляло 151 человек.
Посёлок Лукаши был образован 31 декабря 1970 года согласно решению Леноблисполкома № 604 в результате объединения фактически слившихся населённых пунктов: деревни Лукаши и посёлка Киволово.
По данным 1966, 1973 и 1990 годов посёлок Лукаши входил в состав Антелевского сельсовета.
В 1997 году в посёлке проживали 1404 человека, в 2002 году — 1384 человека (русские — 86%), в 2007 году — 1426.

## География
Посёлок расположен в северо-восточной части района на автодороге 41К-010 (Красное Село — Гатчина — Павловск).
Посёлок находится на правом берегу реки Ижоры.
Расстояние до административного центра поселения, деревни Пудомяги — 3 км.
Расстояние до ближайшей железнодорожной станции Кобралово — 6 км.

## Демография
| 1862 | 2007  | 2010  | 2017  |
| ---- | ----- | ----- | ----- |
| 152  | ↗1426 | ↘1389 | ↗1691 |

### Национальный состав
Согласно данным Всероссийской переписи населения 2021 года в посёлке проживали 1897 человек, из них:
русские — 1801, финны — 8, татары — 5, цыгане — 5, даргинцы — 4, армяне — 2, евреи — 2, узбеки — 2, украинцы — 2, аварцы — 1, азербайджанцы — 1, белорусы — 1, карачаевцы — 1, карелы — 1, корейцы — 1, латыши — 1, мордва — 1, осетины — 1, другие национальности — 10 человек, остальные национальность не указали.

## Предприятия и организации
- Администрация Пудомягского сельского поселения
- Отделение почтовой связи № 188324
- Опытный завод ОАО «Севзапмонтажавтоматика»
- МФЦ Мои документы УРМ Пудомяги
- Лукашевская сельская библиотека
- Продуктовый магазин
- МБОУ Лукашевская СОШ
- Культурно-досуговый центр[38]

## Образование
В посёлке есть средняя общеобразовательная школа:
- МБОУ Лукашевская СОШ[39]

## Транспорт
От Павловска до Лукашей можно доехать на автобусе № 478.
От Гатчины до Лукашей можно доехать на автобусах № 527, 529.
От Санкт-Петербурга до Лукашей можно доехать на маршрутном такси № К-545.

## Улицы
Газовый переулок, Заводская, Ижорская, Красная, Морская Слобода, Овражная, Подстанция, Сельская, Спортивная, Средняя, Тихий переулок, Финский переулок, Школьная, Южный переулок.

## Садоводства
Западное, Комсомолец, Рассвет.